# Centro Deportivo Olmedo
Centro Deportivo Olmedo is een voetbalclub uit Riobamba, Ecuador. De club werd opgericht op 11 november 1919 en de naam is een eerbetoon aan de politicus José Joaquín de Olmedo.
In 2000 wist de club kampioen van Ecuador te worden en daarmee was het voor het eerst dat een club buiten de twee grootste steden, Quito en Guayaquil, de titel wist te winnen. In 2001, 2002 en 2005 deed de club mee aan de Copa Libertadores met als beste resultaat de achtste finales die in 2002 behaald werden. In 2012 volgde degradatie naar de Campeonato Ecuatoriano de Fútbol Serie B. De club keerde eenmalig terug in 2014 en promoveerde opnieuw in 2018.

## Erelijst
- Campeonato Ecuatoriano

Landskampioen (1): 2000
Runner-up (1): 2004
- Serie B (3)

1994, 2003, 2013

## Kampioensteam
- 2000 — Jorge Corozo, Ofilio Mercado, Carlos Caicedo, Marcelo Fleitas, Wellington Paredes, Wilmer Lavayen, Héctor González, Freddy Brito, Imer Chérrez, Óscar Pacheco, Christian Gómez, Teodoro Jauch, Claudio López, Geovanny Peña, José Luis Perlaza, Luis Andrés Caicedo, Christian Calderón, Christian Gutiérrez, Daniel Ponce en Eduardo Ledesma. Trainer-coach: Julio Assad.

## Bekende (oud-)spelers
- Óscar Bagüi
- Hernán Barcos
- Héctor Carabalí
- Eduardo Hurtado
- Kléber Fajardo
- José Luis Perlaza
- Iván Valenciano

## Trainer-coaches
- Salvador Ragusa (2005)
- Julio Zamora (2008)
- Héctor González (2009)
- Claudio Otermin (2009)
- Héctor González (2010)
- Ariel Graziani (2010)
- Dragan Miranović (2011)
- Carlos Calderón (2012)
- Juan Amador Sánchez (2012)
- Héctor González (2012)
- Óscar Pacheco (2012)
- Roque Alfaro (2012)
- Gabriel Perrone (2014)